# Fissidens homomallulus
Fissidens homomallulus là một loài Rêu trong họ Fissidentaceae. Loài này được Müll. Hal. ex Dixon mô tả khoa học đầu tiên năm 1948.